# Quinoguitan
Quinoguitan (en cebuano: Kinogitan; en inglés: Kinoguitan) es un municipio filipino de quinta categoría, situado en la parte sudeste de la isla de Mindanao. Forma parte de  la provincia de Misamis Oriental. 
Para las elecciones está encuadrado en el Primer Distrito Electoral.

## Barrios
El municipio  de Quinoguitan se divide, a los efectos administrativos, en 15 barangayes o barrios, conforme a la siguiente relación:
| - Beray - Bolisong - Buko - Kalitian | - Calubo - Campo - Esperanza - Kagumahaan | - Kitotok - Panabol - Población - Salicapawan | - Salubsob - Suárez - Sumalag |

## Historia
La provincia de Misamis, creada en 1818, formaba parte de la Capitanía General de Filipinas (1520-1898). Estaba dividida en cuatro partidos. El Partido de Cagayán, con Cagayán, Iponán, Molugán, Hasaán y Salay.

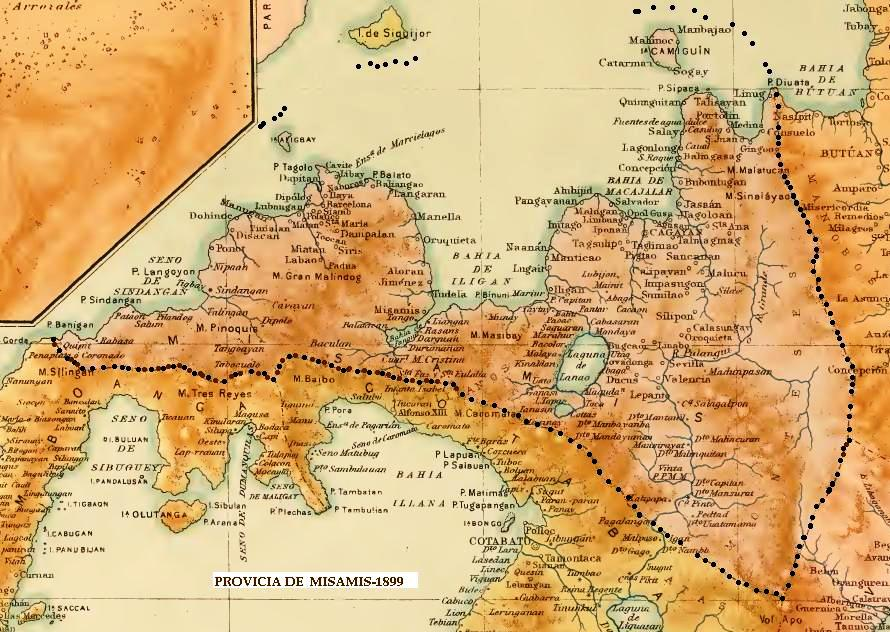
El Distrito 2º de Misamis en 1899.

A finales del siglo XIX la isla de Mindanao se hallaba dividida en siete distritos o provincias, uno de los cuales era el Distrito 2º de Misamis, su capital era la villa de Cagayán de Misamis y del mismo dependía la comandancia de Dapitan. Uno de sus pueblos era Talisayán que entonces contaba con una población de  5.877 almas. Sus visitas eran   Balingoán, Quinuguitán, Santa Inés, San Miguel y Portolín;
A principios del siglo XX, durante la ocupación estadounidense de Filipinas, Quinoguitan era un barrio de Talisayan, uno de los 15 municipios que formaban la provincia de Misamis.
Este municipio fue creado el 22 de junio de 1929.
El 22 de junio de  1963 se segregan  del municipio de Quinoguitan los barrios de  Sugbongcogon, Kaulayanon, Kidampas, Silad, Alicomohan y de Mabini  para formar el nuevo municipio de Sugbongcogón.
El 21 de enero de 2013 unos 100 guerrilleros  del Nuevo Ejército del Pueblo (NPA)  allanaron casas a la vez que establecieron puestos de control en las carreteras. Asaltaron  las viviendas  de soldados y policías jubilados con la finalidad de apropiarse de sus armas. La policía local defendió el ayuntamiento que fue socorrido por el  teniente coronel George Banzón, comandante del 58 º Batallón de Infantería del Ejército, con sede en Misamis Oriental,  estableciendo medidas de respuesta en las afueras del lugar. Banzón dijo que los rebeldes están librando una ofensiva táctica como una demostración de fuerzade cara a las elecciones legislativas de mayo.